# Sáránd
Sáránd es un pueblo húngaro perteneciente al distrito de Derecske, condado de Hajdú-Bihar.

## Superficie
Cuenta con una superficie de 22,68 km².

## Demografía
Hasta 2024 la población era de 2115 habitantes, con una densidad de población de 93,25 hab/km².
| Gráfica de evolución demográfica de Sáránd entre 2020 y 2024 |
|                                                              |
| Datos según la Oficina Central de Estadística de Hungría.    |